# Viktor Ernst
Viktor Ernst (* 18. Februar 1871 in Marbach am Neckar; † 30. Oktober 1933 in Stuttgart) war ein deutscher Historiker. Seine Beiträge zur württembergischen Landesgeschichte gelten als bedeutend.

## Leben
Ernst wurde als Sohn eines Gerbermeisters geboren. Er besuchte die Lateinschule in Marbach am Neckar und die Evangelischen Seminare Maulbronn und Blaubeuren. Von 1889 bis 1894 studierte er Evangelische Theologie am Tübinger Stift; historische Übungen besuchte er bei Dietrich Schäfer. In Tübingen wurde er Mitglied der Studentenverbindung AG Rothenburg.  1894 legte er die erste theologische Dienstprüfung ab. 1894/95 studierte er Kirchengeschichte bei Friedrich Loofs an der Martin-Luther-Universität Halle-Wittenberg. 1895 wurde er zum Dr. phil. promoviert.
Danach war er für die  Ordnung der Archive von Reichsstadt, Spital und Kirchenpflege in Biberach an der Riß zuständig. 1899 folgte die Habilitation für mittlere und neuere Geschichte und die Privatdozentur an der Eberhard Karls Universität Tübingen. Von 1903 bis 1933 war er ordentliches Mitglied mit Dienststellung eines Kollegialassessors und Titel eines Professors am Statistischen Landesamt in Stuttgart. Von 1909 bis 1933 war er Redaktor und Bearbeiter der Württembergischen Oberamtsbeschreibungen (fünf neu bearbeitete Oberamtsbeschreibungen: Urach 1909, Münsingen 1912, Tettnang 1915, Riedlingen 1923 und Leonberg 1930; sein Hauptmitarbeiter war Karl Löffler). Außerdem war Ernst von 1921 bis 1931 geschäftsführendes Mitglied der Württembergischen Kommission für Landesgeschichte. 1933 trat der Oberregierungsrat aus gesundheitlichen Gründen in den Ruhestand und verstarb wenig später.
Nach Meinrad Schaab habe er die Oberamtsbeschreibungen auf die „höchste wissenschaftliche Stufe gebracht und durch die Zusammenfassung einer Landeskunde aus verschiedenen Fächern im ganzen deutschen Sprachgebiet Vorbildliches geleistet“. Robert Gradmann bewunderte in einer Rezension zur Oberamtsbeschreibung Riedlingen Ernsts Arbeitsleistung in Bezug auf die Neubearbeitung des Quellenmaterials, die Diversität der untersuchten Probleme und die Bedeutung der Ergebnisse. Neben seinen anerkannten landesgeschichtlichen Arbeiten machte er sich auch um die Erforschung der Rechts- und Wirtschaftsgeschichte des Mittelalters verdient, wie Walther Kienast und Theodor Knapp befanden. Karl Weller lobte etwa beim Werk Die Entstehung des deutschen Grundeigentums die Genauigkeit, Strukturiertheit und Zuverlässigkeit der Arbeit; Ernsts Schlussfolgerungen seien „zwingend“. Auch wenn Karl August Eckhardt nicht alle Ergebnisse teilen konnte, habe sich Ernst dennoch mit diesem Werk ein „großes Verdienst“ erworben.
Ernst, evangelisch, war verheiratet und Vater von zwei Kindern; sein Sohn Fritz Ernst (1905–1963) war ebenfalls Historiker. Ernsts Nachlass befindet sich im Landesarchiv Baden-Württemberg, Abteilung Hauptstaatsarchiv Stuttgart.

## Ehrungen
- 1932: Ehrendoktor (Dr. iur. h. c.) der Julius-Maximilians-Universität Würzburg
- Ehrenmitglied des Württembergischen Geschichts- und Altertumsvereins

## Schriften (Auswahl)
- (Hrsg.): Briefwechsel des Herzogs Christoph von Wirtemberg. Im Auftrag der Kommission für Landesgeschichte, vier Bände, Kohlhammer, Stuttgart 1899 ff.
  - Band 1 (1899): 1550–1552
  - Band 2 (1900): 1553–1554
  - Band 3 (1902): 1555
  - Band 4 (1907): 1556–1559

- Die Entstehung des niederen Adels. Kohlhammer, Berlin u. a. 1916 (Neudruck 1965).
- Mittelfreie. Ein Beitrag zur schwäbischen Standesgeschichte. Kohlhammer, Berlin u. a. 1920.
- Die Entstehung des deutschen Grundeigentums. Kohlhammer, Stuttgart 1926.
- Die Entstehung der württembergischen Städte. In: Württembergische Studien. Festschrift zum 70. Geburtstag von Professor Eugen Nägele. Silberburg-Verlag, Stuttgart 1926, S. 121–137.